# آتامی، شیزوئوکا
آتامی در استان شیزوئوکا در کشور ژاپن واقع شده‌است که دارای جمعیت ۴۰٬۵۲۴ نفر و مساحت ۶۱٫۵۶ کیلومتر مربع با تراکم جمعیت ۶۵۸ نفر در کیلومترمربع است و در تاریخ ۱۰ آوریل ۱۹۳۷ به عنوان شهر شناخته شد.